# Parque Buda de Ravangla
O Parque Buda de Ravangla (em inglês:  Buddha Park of Ravangla), também conhecido como Tathagata Tsal, situa-se próximo a Ravangla, no distrito de Siquim meridional, no estado indiano de Siquim. 

## História
Foi construído entre 2006 e 2013, a estátua de Buda localizada no parque, possui altura de quarenta metros, e foi construída para assinalar o 2550.º aniversário de Sidarta Gautama. O sítio foi escolhido no maior complexo religioso do Mosteiro de Rabong, um local de peregrinação com séculos de existência. Também está situado nas proximidades do Mosteiro de Ralang, cujo edifício é importante no budismo tibetano. Construído através dos esforços conjuntos do governo e do povo de Siquim, a estátua foi consagrada a 25 de março de 2013 por Tenzin Gyatso, o décimo quarto Dalai-lama. O circuito budista do parque foi construído no âmbito de um projeto do governo estatal, com o objetivo de impulsionar a peregrinação e o turismo à região. O lago Cho Djo está localizado dentro do complexo, sendo rodeado por uma floresta. O parque abriga um conclave budista, um centro de meditação e um museu com uma galeria espiral.
Tathagata é um dos títulos de um buda, mas foi o mais frequentemente empregado por Sidarta Gautama, e a interpretação adotada com mais frequência é "aquele que possui, portanto (tatha) chegou (agata)" ou "aquele que possui, portanto (tatha) foi-se (gata)". Tsal é uma palavra de difícil tradução e refere-se ao potencial da consciência para se manifestar e a própria manifestação.